# Seznam postav seriálu Hvězdná brána
Tento článek je seznamem postav ze sci-fi seriálu Hvězdná brána.

## Hlavní postavy
Hlavními postavami seriálu Hvězdná brána jsou s výjimkou velitelů velitelství Hvězdné brány členové týmu SG-1. SG-1 je vlajkový tým programu Hvězdné brány. Tým SG-1 navazuje první kontakt s civilizacemi na jiných planetách skrze Hvězdnou bránu, je vojenským týmem a občas také diplomatickým týmem. Složení se během seriálu měnilo a objevili se také týmy z alternativních realit a časových linií.

## Vedlejší postavy (pozemšťané)

### Postavy z SGC
| Jméno                 | Herec/Herečka                              | Role | Série                   |
| --------------------- | ------------------------------------------ | --- | ----------------------- |
| Janet Fraiserová      | Teryl Rothery                              | hlavní lékařka v SGC | 1–7, 9 (75 epizod)      |
| Sylvester „Sly“ Siler | Dan Shea                                   | technik a inženýr SGC | 1–10 (42 epizod)        |
| Carolyn Lamová        | Lexa Doig                                  | hlavní lékařka v SGC | 9–10 (11 epizod)        |
| Bill Lee              | Bill Dow                                   | civilní vědec a inženýr SGC | 4, 6–10 (20 epizod)     |
| Robert Rothman        | Jason Schombing                            | vědec, který před nástupem do SGC byl výzkumným asistentem Dr. Daniela Jacksona                                                | 3–4 (3 epizody)         |
| James MacKenzie       | Eric Schneider                             | psychiatr a poradce v SGC | 1, 3, 5 (4 epizody)     |
| William Warner        | Kevin McNulty                              | chirurg USAF a lékař v SGC | 1–3 (4 epizody)         |
| Čechov                | Garry Chalk                                | plukovník ruské armády a zástupce Ruska v SGC                                                                                  | 5–6, 8–9 (9 epizod)     |
| Paul Davis            | Colin Cunningham                           | důstojník se sídlem v Pentagonu a vyslanec a konzultant SGC pro záležitosti týkajících se Hvězdné brány a vnitřní bezpečnosti. | 2–6, 8 (15 epizod)      |
| Luis Ferretti         | film: French Stewart a seriál: Brent Stait | důstojník USAF, který se podílel na první výpravě hvězdnou bránou                                                              | film, 1 (3 epizody)     |
| Walter Harriman       | Gary Jones                                 | technik SGC | 1–10 (108 epizod)       |
| Charles Kawalsky      | film: John Diehl a seriál: Jay Acovone     | důstojník USAF, který se podílel na první výpravě hvězdnou bránou                                                              | film, 1–3, 8 (6 epizod) |
| Robert Makepeace      | Steve Makaj                                | velitel týmu SG-3 | 1–3 (5 epizod)          |
| Albert Reynolds       | Eric Breker                                | major, později povýšený na plukovníka, velitel týmů SG-16 a SG-3.                                                              | 2, 5, 7–10 (16 epizod)  |
| Michael Griff         | Russell Ferrier                            | kapitán, později povýšený na majora, velitel támu SG-2.                                                                        | 4 (3 epizody)           |
| Paul Emerson          | Matthew Glave                              | velitel vesmírné lodi Odyssey                                                                                                  | 9–10 (6 epizod)         |
| Erin Gantová          | Ingrid Kavelaars                           | major USAF a pilotka vesmírné lodi Prometheus.                                                                                 | 6–7 (3 epizody)         |
| Kevin Marks           | Martin Christopher                         | důstojník USAF na palubách vesmírných lodí Prometheus, Odyssey a Daedalus.                                                     | -                       |
| Lionel Pendergast     | Barclay Hope                               | velitel vesmírné lodi Prometheus.                                                                                              | 8–9 (6 epizod)          |
| Graham Simmons        | Tobias Mehler                              | poručík USAF a člen personálu SGC                                                                                              | 2, 6 (5 epizod)         |

### Postavy z NID
| Jméno           | Herec/Herečka  | Role                                 | Série              |
| --------------- | -------------- | ------------------------------------ | ------------------ |
| Malcom Berrett  | Peter Flemming | agent organizace NID                 | 5–7, 9-10          |
| Robert Kinsey   | Ronny Cox      | senátor USA                          | 1, 4–8 (11 epizod) |
| Harry Maybourne | Tom McBeath    | důstojník USAF a člen organizace NID | 1–6, 8 (11 epizod) |
| Frank Simmons   | John de Lancie | důstojník organizace NID             | 5–6 (5 epizod)     |

### Ostatní
| Jméno                 | Herec/Herečka                                                                        | Role | Série            |
| --------------------- | ------------------------------------------------------------------------------------ | --- | ---------------- |
| Jacob Carter          | Carmen Argenziano                                                                    | generálmajor USAF ve výslužbě, otec Samanthy Carterové a hostitel Tok'ry Selmak.                           | 2– 8 (25 epizod) |
| Nikolas Balard        | Jan Rubeš                                                                            | archeolog, dědeček Dr. Daniela Jacksona                                                                    | 3 (1 epizoda)    |
| Adrian Conrad         | Bill Marchant                                                                        | bohatý podnikatel, který trpí nevyléčitelnou smrtelnou nemocí.                                             | 5–6 (3 epizody)  |
| Henry Hayes           | William Devane                                                                       | prezident USA                                                                                              | 7 (3 epizody)    |
| Ernest Littlefield    | Keene Curtis, Paul McGillion (mladý)                                                 | vědec, který pracoval s profesorem Paulem Langfordem na hvězdné bráně v roce 1945.                         | 1 (1 epizoda)    |
| Catherine Langfordová | Elizabeth Hoffman Nancy McClure, Glynis Davies, Kelly Vint ve filmu: Viveca Lindfors | dcera archeologa profesor Paula Langforda                                                                  | 1–2 (4 epizody)  |
| Julia Donovanová      | Kendall Cross                                                                        | reportérka TV zpravodajství, které byl povolen vstup do objektu, kde byla umístěna vesmírná loď Prométheus | 6, 8–10          |
| Robert Samuels        | Robert Wisden                                                                        | podplukovník USAF                                                                                          | 1, 8 (4 epizody) |
| Pete Shanahan         | David DeLuise                                                                        | denverský policista a blízký přítel Samanthy Carterové                                                     | 7–8 (4 epizody)  |
| Maurice Vidrine       | Steven Williams                                                                      | generál USAF                                                                                               | 4, 7 (3 epizody) |

## Goa'uldi
| Jméno            | Herec/Herečka       | Popis | Symbol |
| ---------------- | ------------------- | --- | ------ |
| Amaterasu        | Kira Clavell        | - | -      |
| Amaunet          | Vaitiare Bandera    | Byla Apophisova družka a goa'uldská královna. Jejím hostitelem se stala Sha're, žena Daniela Jacksona. Když byla Sha're těhotná, goa'uld Amaunet byl nečinný. Během této doby byla, Sha're schopna částečně ovládat své tělo. Dítě, které porodila, potomka dvou goa'uldských hostitelů, byl Harsesis, který zdědil genetickou paměť goa'uldů. Po porodu na Abydosu, goa'uld Amaunet znovu převzal kontrolu nad hostitelem a vrátil se k Apophisovi. Později se Amanuet vrátila na Abydos, kde se Heru'urova armáda Jaffů pokusila získala její dítě. Amanuet poslala dítě do úkrytu na Kheb, aby jej chránila před Heru'urem a Vládci soustavy. Když SG-1 zasáhla na P8X-873, Amaunet se pokusila zabít Daniela Jacksona pomocí ozbrojené ruky a Teal'c byl nucen ji zabít. | -      |
| Anubis           | David Palffy        | - |        |
| Apophis          | Peter Williams      | - |        |
| Áres             | -                   | Byl jedním z Vládců soustavy. V epizodě Byl jednou jeden král se SG-1 vydala na planetu, kde se za krále vydával Harry Maybourne, aby jej varovali, že je Áres na cestě k planetě. Áres poslal na planetu hvězdnou bránou skupinu Jaffů vedenou jeho Prvním mužem Trelakem. Jack O’Neill zasáhne zbraněmi puddle jumperu Áresův Ha'tak a ten exploduje. |        |
| Athena           | Sonya Salomaa       | Athena byla nižší Goa'uld. Udržovala spojenectví s více silnými soupeři, Cronosem, Camulusem, Svarogem, a dokonce i s Anubisem. Byla také spojencem goa'ulda Qetesh, jehož hostitelem byla Vala Mal Doran. Tito dva se spojili, aby našli Clava Thessara Infinitas, "klíč ke nekonečnému pokladu", který podle legendy umožní tomu, kdo jej vlastní, vstup do obrovské pokladnice ukryté Antiky před jejich povznesením. I když žádná z nich nikdy nenašla legendární tabulku, Qetesh chtěla, aby si Athena myslela, že ji má ona a obě se staly nepřítelkyněmi. Po infiltraci Trustu Goa'uldy se Athena spojila s Ba'alem a oba přišli na Zemi. Ba'al se stal hlavou Trustu a Athena dostala roli Charlotte Mayfieldové, viceprezidentky Farrow-Marshall. Její postavení v rámci Trustu jí pomůže získat značné prostředky a čekala jen na příležitost zajmout Valu od chvíle, co se Vala připojila k SGC. Athena zařídila únos Valy se záměrem využití Goa'uldské paměťové sondy, aby získala z podvědomí Valy stopy genetické paměti Qetesh. Přitom doufala, že objeví klíč k Antickému Clava Thessara Infinitas. Nicméně, SG týmy zaútočily na budovu a Vala unikla. | -      |
| Ba'al            | Cliff Simon         | - |        |
| Bastet           | Natasha Khadr       | Byla jedním z Vládců soustavy, který se zúčastnil summitu v systému Hassara. Bastet hlasovala pro to, aby se Anubis mohl vrátit mezi Vládce soustavy. Nicméně, po pádu Anubise, převzal Ba'al velení nad Anubisovou armádou a ve válce mezi Ba'alem a Vládci soustavy, byla Bastet zabita. | -      |
| Belus            | -                   | Goa'uld, o kterém byla zmínka v epizodě Oheň a voda. Zabil družku Oannesana Nema Omorocu. | -      |
| Bynnar           | Bob Dawson          | Byl Goa'uld, kterého Sokar jmenoval vládcem pekelného vězení na Netu, měsíci obíhající planetu Delmak. Když zde byla uvězněna Tok'ra Jolinar, svedla a zradila Bynarra, aby se jí podařilo uniknout. Když přišla na Netu SG-1 zachránit Jacoba Cartera, stali se zajatci Bynarra, kterému stačilo k uspokojení jen to, že Carterová byla kdysi hostitelkou Jolinar. Než se však mohl pomstít, byl zabit jeho Prvním mužem Na'onakem, který odhalil svou pravou podobu, Apophise a nahradil jej jako vládce Netu. | -      |
| Camlus           | Steve Bacic         | Byl jedním z Vládců soustavy, jehož flotila byla zničena a jehož území připadlo Ba'alovi. Camulus se připojil k Amaterasu a Ti v diplomatické misi do SGC. Doufal, že Země má moc porazit Ba'ala, tak jako porazila Anubise. | -      |
| Cronos           | Ron Halder          | - |        |
| Hathor           | Suanne Braun        | - |        |
| Heru-Ur          | Douglas H. Arthurs  | Byl syn goa'ldů Ra a Hathor. Byl mocným Vládcem soustavy a velmi obávaným dobyvatelem, dokonce i mezi Goa'uldy. Byl velkým nepřítelem jak Apophise, tak Sokara. |        |
| Chonsu           | Adam Harrington     | Byl Tok'ra, který v utajení vystupoval jako jeden z podřízených Anubise. Zajal SG-1, aby jim mohl předat důležité informace. Byl zabit jeho Prvním mužem Herakem, jakmile byla jeho totožnost odhalena. |        |
| Imhotep          | Rick Worthy         | Menší Goa'uld, který navrhl pyramidy na Zemi. Snaží se získat moc tím, že se maskuje jako charismatický vůdce Jaffských rebelů K'tano. Teal'c se dozví o jeho skutečné povaze a po špatně naplánovaném útoku na goa'ulda Ti, jej zabije v souboji zvaném Joma secu viz epizoda Poslední boj. |        |
| Iškur            | -                   | Bývalý vládce Sodanů. Pojmenovaný pro bohovi Iškur sumersko-akkadské mytologie | -      |
| Ja'din           | Belinda Waymouth    | Goa'uld sloužící Vládci soustavy Cronosovi, který se objevil v epizodě V dvojím ohrožení, kde zkoumala kopie SG-1 vytvořené Harlanem na planetě Altair. | -      |
| Kálí             | Suleka Mathew       | - | -      |
| Klorel           | Alexis Cruz         | - | -      |
| Marduk           | Alexander Kalugin   | Marduk byl Goa'uld, který kdysi vedl útok na chrám na planetě Jebanna, použil Kendru jako hostitele pro jiného Goa'ulda viz epizoda Thórovo kladivo. V epizodě V hrobce se stal jeho hostitelem major Sergej Vallarin a byl zabit výbuchem hromady C-4. | -      |
| Moloch           | Royston Innes       | Mocný Goa'uld, který v zájmu posílení své armády nařídil, že všechny děti ženského pohlaví narozené jeho Jaffům budou obětovány v Obřadu ohně. Jeho nejvyšší kněžka Ishta začala tajně brát tyto děti na jinou planetu. Tyto Jaffské ženy pak vytvořily hnutí odporu Hak'tyl, které vykonává pravidelné nájezdy proti silám Molocha a nakonec se spoji s SGC. |        |
| Montu            | -                   | Menší Goa'uld, který sloužil Raovi a později Ba'alovi. Jeho Prvním mužem byl Gerak. |        |
| Morrigen         | Bonnie Kilroe       | - | -      |
| Mot              | Victor Talmadge     | Menší goa'uld sloužící Ba'alovi, který zajal SG-1 v epizodě Proroctví, aby od nich získal kódy k iris. | -      |
| Nefertum         | -                   | Goa'uld uctívaný Bedrosiany. | -      |
| Nerus            | Maury Chaykin       | Menší Goa'uld, pojmenovaný pro Néreusovi z řecké mytologie, který sloužil Ba'alovi. Vynálezce, který přišel na to, jak vytočit všechny hvězdné brány v galaxii najednou, což bylo použito k porážce Replikátorů. | -      |
| Nirrti           | Jacqueline Samuda   | - |        |
| Olokun           | Kwesi Ameyaw        | Olokun byl jedním z Vládců soustavy, který byl přítomen na Goa'uldském summitu v epizodě Schůzka na nejvyšší úrovni. | -      |
| Osiris           | Anna-Louise Plowman | - | -      |
| Pelops           | -                   | Goa'uld, který experimentoval na lidech z Argosu pomocí nanocytů. Pojmenovaný pro Pelopsovi, starověkém králi z řecké mytologie | -      |
| Qetesh           | Claudia Black       | - | -      |
| Ra               | Jay Williams        | - |        |
| Ramius           | Sean Whale          | Menší Goa'uld, který tak tak unikne pokusu o útok Kull bojovníka, když se snažil spojit s dalším menším goa'uldem Tilgathem. Později byl zabit dalším Kull bojovníkem a jeho armádu přebírá Anubis |        |
| Sekhmet          | Kristen Dalton      | Goa'uld pojmenovaný pro Sachmetovi z egyptské mytologie. Goa'uld, který kdysi sloužil Raovi. Organizace NID začleněnila jeho DNA do lidského vajíčka a vytvořila ženu jménem Anna v naději, že získají přístup k genetické paměti Goa'uldů. | -      |
| Selkhet          | Samantha Banton     | Byla Ba'alovým vyslancem, která přesvědčovala Vládce soustavy Ti, aby se podřídil Ba'alovi. | -      |
| Seth             | Robert Duncan       | Před několika tisíci lety na Zemi, zradil svého bratra a sestru Osirise a Isis, odstranil je z jejich hostitelů a umístil je v nádobách do stáze. Pokusil se zabít Ra, ale když se to nepodařilo, ukryl se na Zemi, protože Ra vypsal odměnu za jeho hlavu. |        |
| Sokar            | David Palffy        | - |        |
| Svarog           | neznámý herec       | Goa'uld, jehož flotila zaútočila na planetu Latona v epizodě Strážce. |        |
| Tanith           | Peter Wingfield     | Goa'uld, který byl implantován do hostitele Hebrona. | -      |
| Telchack (Chack) | -                   | - | -      |
| Thovt            | Ian Marsh           | Goa'uld pojmenovaný pro Thovtovi z egyptské mytologie. Byl podřízeným Anubise a byl zodpovědný za dozor nad Kull bojovníky na planetě Tartarus. Byl zabit Samanthou Carterovou. | -      |
| Tilgath          | neznámý herec       | Menší Goa'uld, který byl zavražděn Kull bojovníkem během setkání s Ramiusem, aby si Anubis mohl přivlastnit jeho armádu. | -      |
| Ti               | Vince Crestejo      | - |        |
| Zipacna          | Kevin Durand        | Goa'uld, který kdysi sloužil Apophisovi. Obhajoval Klorela, aby mohl zůstat uvnitř svého hostitele Skaary u soudu na Tollaně, zatímco tajně plánoval zničit Tollánská iontová děla. Když se jeho útok díky SG-1 nezdařil, utekl hvězdnou bránou. Zipacna později slibuje věrnost Anubisovi a rekrutuje Osirise do svých služeb. Přikazuje útok na hlavní základnu Tok'rů na planetě Revanna, kde zabil téměř všechny Tok'ry, ale jed na symbioty se mu najít nedpodařilo. |        |

## Tok'rové
| Jméno                                           | Herec/Herečka                      | Popis | Série               |
| ----------------------------------------------- | ---------------------------------- | --- | ------------------- |
| Aldwin                                          | William deVry                      | V epizodě 3x13 (Vyhánění čerta ďáblem) odpálil zbraň na měsíc sokarovy planety, aby ho zabil. Zemřel v epizodě 5x15 (Schůzka na nejvyšší úrovni), když byla planeta pod útokem goa'uldů.   | 3, 4, 5 (3 epizody) |
| Anise (Freya)                                   | Vanessa Angel                      | vědkyně a archeoložka | 4 (3 epizody)       |
| Královna Egeria                                 | Gwynyth Walsh                      | Goa'uldská královna | 6 (1 epizoda)       |
| Garshaw z Belotu (Yosuf)                        | Sarah Douglas                      | Byla vůdcem Nejvyšší rady Tok'rů, když SG-1 navázala kontakt s Tok'ry. Její hostitel se jmenoval Yosuf.                                                                                    | 2 (2 epizody)       |
| Jolinar z Malkshuru (Rosha, Samantha Carterová) | Tanya Reid, Amanda Tapping         | Byla Tok'ra a přítelkyně Lantashe. Jejich vztah trval téměř 100 let až do její smrti. Jeden z jejích hostitelů byla Rosha a jejím posledním hostitelem se krátce stala Samantha Carterová. | 2,3 (3 epizody)     |
| Lantash (Martouf, por. Elliot)                  | J. R. Bourne, Courtenay J. Stevens | Martouf byl přítel Jolinar a její hostitelky Roshy. | 2-5, 9 (9 epizod)   |
| Malek                                           | Peter Stebbings                    | Je vůdce Tok'rů na základně na planetě Revanna, která byla odhalena a zničena Anubisovou flotilou.                                                                                         | 6 (2 epizody)       |
| Ren'al                                          | Jennifer Calvert                   | členka Nejvyšší rady Tok'rů | 5 (3 epizody)       |
| Selmak (Saroosh, Jacob Carter)                  | Joy Coghill, Carmen Argenziano     | Selmak byl respektovaný vůdce Tok'rů. | 2-8 (24 epizod)     |
| Thoran                                          | Dorian Harewood                    | Loajální člen hnutí odporu Tok'rů, který má za sebou několik napjatých jednání v SGC. | 6 (2 epizody)       |

## Jaffové
| Jméno   | Herec/Herečka     | Popis | Série                  |
| ------- | ----------------- | --- | ---------------------- |
| Aron    | Jeff Judge        | Aron byl Jaffa, který sloužil goa'uldovi Molocovi.                                                                   | 8-9 (5 epizod)         |
| Bra'tac | Tony Amendola     | Je Teal'cův bývalý Jaffský mistr, a který je stále jeho učitelem a přítelem.                                         | 1-10 (26 epizod)       |
| Gerak   | Louis Gossett Jr. | Dříve byl Prvním mužem menšího Goa'ulda Montu a po osvobození Jaffského národa se stal jedním zjejich prvních vůdců. | 9 (5 epizod)           |
| Rya'c   | Neil Denis        | Je Jaffa a syn Teal'ca a jeho ženy Drey'auc.                                                                         | 1-8 (6 epizod)         |
| Teal'c  | Christopher Judge | Je Jaffa, který slouží v SGC v týmu SG-1 a je oddaný myšlence osvobození svého národa od Goa'uldů                    | všechny kromě 3 epizod |

## Antikové
| Jméno          | Herec/Herečka                        | Popis | Série            |
| -------------- | ------------------------------------ | --- | ---------------- |
| Ayiana         | Ona Grauer                           | Antička objevená v Antarktidě                                                                              | 6 (1 epizoda)    |
| Oma Desala     | Carla Boudreau, Mel Harris           | - | 3-8 (4 epizody)  |
| Merlin         | Matthew Walker                       | Antik, který sestoupil z vyšších sfér, aby sestrojil Sangraal.                                             | 9-10 (4 epizody) |
| Morgana le Fay | Sarah Strange                        | povznesená Antička a původní obyvatelka antického města Atlantida                                          | 10 (1 epizoda)   |
| Orlin          | Sean Patrick Flanery, Cameron Bright | Povznesený Antik, který sestoupil z vyšších sfér, aby pomohl Carterové najít vakcínu proti Orijskému moru. | 5-9 (3 epizody)  |

## Abydosané
- Kasuf – je vůdce Abydosanů (hraje jej herec Erick Avari) Poprvé se objevil ve filmu Hvězdná brána. Je otcem Sha're a Skaary. V průběhu děje pomůže Danielovi skrýt Harcesisise, dítě Sha're, které počala s Apophisem. Naposledy se v seriálu objeví 17. epizodě 4. série Absolutní moc.

- Sha're – je dcera Kasufa (ve filmu ji hraje herečka Mili Avital, v seriálu pak Vaitaire Bandera). Již ve filmu Hvězdná brána se stala manželkou Daniela Jacksona. Později se proti své vůli stala hostitelkou goa'uldské královny Amaunet. V sezoně 3, epizodě 10 Rozloučení navždy byla zabita Teal'cem, neboť se Amaunet - ovládající tělo Sha're - pokusila ozbrojenou rukou zabít Jacksona.

- Skaara – je syn Kasufa (hraje jej herec Alexis Cruz). Poprvé se objevil ve filmu Hvězdná brána. Ve filmu pomohl se svými přáteli O'Neillovi porazit goa'ulda Ra. V prvním díle 1. série Děti bohů jej Apophis zajal jako rukojmí. Poté z něj udělal hostitle svého syna Klorela. Později Klorel unikl před Heru-urem na planetu Tollana, kde mu dali zařízení, které zabránilo Klorelovi ovládat Skaarovu mysl. Skaara požádal o soud, který by měl určit zda bude Klorel z jeho těla odstraněn či nikoliv. Skaarovy obhajoby se ujal O'Neill a Jackson, Klorelovy pak Zipacna. Soud rozhodl ve prospěch Skaary. Goa'uld mu tak mohl být odejmut. Naposledy se objevil v 22. díle 6. série Kruh se uzavírá, kdy byl zabit při přestřelce s Jaffy, poté byla zničená i celá planeta Abydos, ale Oma Desala jim pomohla se povznést.

## Asgardé
| Jméno    | Herec/Herečka         | Popis                                                                | Série            |
| -------- | --------------------- | -------------------------------------------------------------------- | ---------------- |
| Aegir    | Michael Shanks (hlas) | -                                                                    | 8 (1 epizoda)    |
| Freyr    | Brian Jensen (hlas)   | člen Asgardské Nejvyšší rady                                         | 5 (3 epizody)    |
| Heimdall | Teryl Rothery (hlas)  | Asgardský vědec                                                      | 5 (1 epizoda)    |
| Hermiod  | Trevor Devall (hlas)  | Asgardský poradce přidělený na loď Daedalus                          | -                |
| Kvasir   | Trevor Devall (hlas)  | Asgardský vědec                                                      | 9-10 (4 epizody) |
| Loki     | Peter DeLuise (hlas)  | Asgardský vědec, kterého Asgardská Nejvyšší rada zbavila jeho titulu | 7 (1 epizoda)    |
| Penegal  | Michael Shanks (hlas) | člen Asgardské Nejvyšší rady                                         | 9 (1 epizoda)    |
| Thór     | Michael Shanks (hlas) | Nejvyšší velitel asgardské flotily                                   | 1-10 (15 epizod) |

## Replikátoři
| Jméno       | Herec/Herečka     | Popis | Série           |
| ----------- | ----------------- | --- | --------------- |
| První       | Ian Buchanan      | první z humanoidních forem replikátorů nalezených na Asgardské planetě Hala | 6 (1 epizoda)   |
| Druhá       | Kristina Copeland | - | 6 (1 epizoda)   |
| Třetí       | Tahmoh Penikett   | - | 6 (1 epizoda)   |
| Čtvrtá      | Rebecca Reichert  | - | 6 (1 epizoda)   |
| Pátý        | Patrick Currie    | jeden z humanoidních forem replikátorů nalezených na Asgardské planetě Hala. Od ostatních se lišil svojí schopností lidských citů. | 6-8 (4 epizody) |
| Šestá       | Shannon Powell    | - | 6 (1 epizoda)   |
| Osmý        | James Bamford     | Byl humanoidní forma replikátora, objevený na oběžné dráze planety Orilla poté, co Asgardé zničili blížící se Replikátorskou loď. | 8 (1 epizoda)   |
| RepliCarter | Amanda Tapping    | Replikátorská kopie Samanthy Cartrové vytvořená z nanitů, se všemi jejími vzpomínkami a city, které získal Pátý při zkoumání mysli Carterové, když ji držel v zajetí | 8 (4 epizody)   |
| Reese       | Danielle Nicolet  | Běžná androidka, která měla schopnost přestavovat hmotu podle své vůle a tak si vytvořila první pavoučí Replikátory na hraní, ale kvůli strachu lidí se je naučila bránit a množit, až ztratila kontrolu a oni zničili její planetu a poté se vydali dobývat do vesmíru | 5 (1 epizoda)   |

## Ori

### Převorové
Převorové jsou kněží ve službách Oriů. Převorové se objevují na různých planetách a snaží se konvertovat místní obyvatelstvo k náboženství zvané Počátek a bojovat proti každému, kdo by se je pokusil zastavit. Jejich dalším úkolem je upevňovat víru Orijských vojáků, kteří byli vycvičeni pro boj s nevěřícími v Mléčné dráze. Pokud se nějaký člověk zaváže slibem být nástrojem Oriů, Oriové jej sami přemění v převora. Tento proces není detailně popsán, dá se však odvodit, že Oriové částečně změní DNA jeho majitele. Tím mu navýší celkovou mozkovou aktivitu, což mu umožňuje plně využívat schopnosti typické pro převory. 
Základem moci převorů je ovládání převorské hole, která mu dává potřebnou ochranu i útočný potenciál. Dokáže s ní zabíjet i léčit, vytvářet silové pole nebo řadu dalších parapsychologických dovedností typických pro jedince s dostatečně vysokou mozkovou aktivitou. Není známo, jestli může tyto schopnosti užívat i bez přítomnosti hole. Další dovedností převorů je spojení hole s ovládacím křeslem na můstku Orijských mateřských lodí. Převor tak dokáže celou loď ovládat pomocí myšlenek. Na druhou stranu je do DNA zaveden bezpečnostní řetězec, který majitele zničí v případě, že přestane věřit v Orie. V takovém případě nastává nějaký způsob buněčného rozpadu - upálení. 
Jediným známým způsobem eliminace schopností převorů je přístroj, který vymyslela Samantha Carterová a Dr. Bill Lee v epizodě "SG1:Čtvrtý jezdec apokalypsy". Jde o přístroj, který vytváří elektromagnetické pole narušující mozkovou aktivitu převorů. Přístroj v podstatě zablokuje po omezenou dobu jejich nadpřirozené schopnosti. Není však známo, jak dlouho je přístroj účinný, protože převorové mohou účinky tohoto pole po nějaké době překonat. Stejně tak byl využit k potlačení schopností Adrie a také Daniela Jacksona, který byl po omezenou dobu také převorem.
Nejvyšším převorem Oriů je Doci, který působí jako zprostředkovatel nebo zástupce Oriů. Doci se poprvé objevil v epizodě "SG1:Počátek".

### Adria Orici
Adria Orici je fiktivní postavou ze sci-fi seriálu Hvězdná brána a ve filmu Hvězdná brána: Archa pravdy.
Dospělou Adriu představuje herečka Morena Baccarinová. Adria je dcerou Valy Mal Doran. 
Jako Orici má znalosti Oriů. Je vůdcem křížové výpravy Oriů v Mléčné dráze proti nevěřícím. Jelikož byla geneticky upravena, dospěla během několika dní. V podstatě je Ori v lidském těle, avšak lidský mozek jí nedovoluje pojmout všechny vědomosti. I přesto je však jednou z nejmocnějších bytostí, se kterými se SG-1 setkala, neboť i přes své limity disponuje telekinetickými a telepatickými schopnostmi a pouhou myšlenkou ovládá orijské lodě.
Adria se narodila na Orijské válečné lodi. Je sice dcerou Valy, ale Oriové ji použili jako prostředníka mezi naší Galaxií a Orii. Její fyziologie je upravená pro uchování velkého množství znalostí. Má k nim tak blízko jak jen může v těle z masa a kostí. Adria ví přesně, oč jde v konfliktu s nevěřícími a Antiky. 
Její znalosti jí umožňují používat telepatické a telekinetické schopnosti. K útoku nepoužívá žádný druh zbraně, vystačí si se svými schopnostmi. Na svou obranu však používá technologicky nejvyspělejší štít, úlomek z Celestis. Tento osobní štít ze všeho připomíná antické osobní štíty, jeho konfigurace se mění pouhou myšlenkou. I tento štít se však dá překonat. Adria ho má pro případ, že by se ocitla v situaci, kdy by její schopnosti byly zablokované. I když má znalosti Oriů, její osobní zkušenosti a setkání s Antiky pro ni byly vždy malým příkořím. V tomto ohledu má slabé vědomosti. 
V epizodě SG1:Panství je zajata Ba'alem, který z ní udělá svého hostitele. Poté se Adrie (Ba'ala) zmocní SG-1, která se rozhodne zavolat Tok'ry. Pokusí se o vyjmutí symbionta, ale symbiont vypustí do Adriina těla jed, kvůli kterému její tělo umírá. Adria tedy použije svých schopností, zavře se v místnosti s Valou a nakonec se povznese. SG-1 si nebyla úplně jistá, co to pro ně znamená. Později se ukázalo, že se Adria vrátila do své galaxie, kde nahradila Orie zničené Merlinovou zbraní.
Stala se tak jediným žijícím Ori, převzala jejich kolektivní moc a dál pokračovala v získávání věřících. Čas, než se vrátila na Celestis, byl v galaxii Ori považován za temné časy, protože si lidé všimli vyhasnutí plamenů v jejich městě. Jelikož Adria je jediný Ori, dalo jí trochu práce urovnat věci tak, jak měly být. 
Z povzdálí sledovala vývoj invaze do Mléčné dráhy. Po střetu na Dakaře (film Hvězdná brána: Archa pravdy) Daniel s pomocí Tomina zjistil, že Archa pravdy, zařízení schopné ukázat pravdu o Ori, je v jejich galaxii. Totiž Antikové a Oriové jsou našimy předky; oddělili se kvůli morálním a nábožensko-vědeckým rozporům. 
Antikové tehdy odešli a archu ponechali svému osudu. Nepoužili ji z toho důvodu, že to považovali za nemorální. Nakonec se však Antikové i Oriové povznesli. S tím rozdílem, že Oriové chtějí Antiky zničit a ti se ani nebrání, právě z přesvědčení o nezasahování, i když jejich praktiky neschvalují. 
SG-1 se tedy vydala do galaxie Oriů, kde s pomocí Morgany le Fay našli archu pravdy a podařilo se jim jí otevřít. Celá galaxie Oriů představovala základ pro sílu Adrie, ale po spuštění archy byla velmi oslabena. A to natolik, že se s ní mohla Morgana konečně utkat a obě společně zmizely ve světelných záblescích stejně jako Oma Desala a Anubis. Archa byla poté převezena i do naší galaxie, kde přesvědčila zbytky orijské armády a převorů. Archa samotná byla zabezpečena a uschována v oblasti 51.

### Tomin
Je obyvatelem vesnice Ver Isca v galaxii Oriů, který našel v bezvědomí Valu Mal Doran v transportních kruzích a uvěřil, že ji k němu poslali Oriové. Tomin je od dětství zmrzačený a kulhá. Vala se obávala, že by Tomin mohl objevit její těhotenství a zavrhnout ji, a proto si Tomina vzala, aby ho přesvědčila, že dítě je jeho. Brzy poté, co Převor Oriů Tomina navštívil ve vesnici a vyléčil jej z jeho kulhání, stal se Tomin válečníkem v armádě Oriů, která se připravovala očistit galaxii Mléčné dráhy od nevěřících.

### Doci
Je hlavní Převor a mluvčí Oriů. Přebývá ve městě Celestis, jeho komnaty sousedí s Plameny osvícení. Doci je nejvíce oddaný věřící náboženství zvané Počátek. Dohadovat se o víře s ním je nesmyslné. Daniel Jackson se s Docim setkal v epizodě SG1:Počátek, kde mu Doci zprostředkoval rozhovor přímo s Orii.

## Tolláni
| Jméno   | Herec/Herečka  | Popis                                                                         | Série           |
| ------- | -------------- | ----------------------------------------------------------------------------- | --------------- |
| Narim   | Garwin Sanford | byl Tollán, který spřátelil s SG-1, velmi se sblížil se Samanthou Carterovou. | 1-5 (3 epizody) |
| Omoc    | Tobin Bell     | byl jeden z nejmoudřejších Tollánů a člen Tollánské Curie.                    | 5 (1 epizoda)   |
| Travell | Marie Stillin  | Nejvyšší kancléřka Tollánské Curie.                                           | 3-5 (3 epizody) |

## Ostatní
| Jméno        | Herec/Herečka                  | Popis                                                                                  | Série               |
| ------------ | ------------------------------ | -------------------------------------------------------------------------------------- | ------------------- |
| Aris Boch    | Sam J. Jones                   | byl nájemný lovec, jehož rasa měla biologickou rezistenci vůči goa'uldským symbiontům. | 3 (1 epizoda)       |
| Cassandra    | Katie Stuart, Colleen Rennison | Mladá dívka z planety Hanka, adoptivní dcera Janet Fraiserové.                         | 1–2, 5 (4 epizody)  |
| Harlan       | Jay Brazeau                    | je poslední android, který přežil na planetě Altair                                    | 1, 4 (2 epizody)    |
| Chaka        | Dion Johnstone                 | Mladý Unas, který se spřátelí s Danielem Jacksonem.                                    | 4–5, 7 (3 epizody)  |
| Martin Lloyd | Willie Garson                  | Člověk z jiné planety, který ztroskotal na Zemi.                                       | 4–5, 10 (3 epizody) |
| Lya          | Frida Betrani                  | Noxská dívka.                                                                          | 1, 3 (3 epizody)    |
| Netan        | Eric Steinberg                 | byl nemilosrdný vůdce Luciánské aliance a nepřítel SG-1.                               | 9–10 (5 epizod)     |
| Shifu        | Lane Gates                     | Syn Sha're hostitelky goa'ulda Amonet, který je nazýván Harcesis.                      | 2–4 (3 epizody)     |